# Йиндржих из Липы
Йиндржих I из Липы (чеш. Jindřich I. z Lipé; 1267/1275 — 26 августа 1329) — средневековый моравский государственный деятель из рода панов из Липы, один из влиятельнейших придворных вельмож времён правления короля Яна Люксембургского. Моравский земский гетман (в 1321—1329 годах) и высочайший маршалок Чешского королевства. От своих сторонников получил почётный эпитет «Первый муж королевства» (чеш. První muž království).

## Происхождение
Йиндржих принадлежал к роду панов из Липы, являвшегося ответвлением феодального клана Роновичей. Его отцом традиционно считался Хвал из Липы, основатель города Ческа-Липа и рода панов из Липы. Однако некоторые современные исследователи считают Хвала из Липы его дедом, а отцом — Ченека из Липы.

## Политическая биография
Около 1296 года Йиндржих из Липы вместе со своим братом Ченеком прибыл в Прагу к королевскому двору Вацлава II. 
Когда в 1304 году вторгшийся в Чехию король Германии Альбрехт Габсбургский подступил к Кутна-Горе, находившийся там Йиндржих из Липы вместе с Яном из Вартенберка возглавили оборону города и успешно отражали габсбургские войска до подхода основных сил короля Вацлава. В период борьбы за чешский престол, начавшейся после пресечения династии Пршемысловичей в 1306 году, Йиндржих занял сторону Генриха Хорутанского. После того как Генриху удалось повторно занять королевский трон в 1307 году, Альбрехт Габсбургский вновь вторгся в Чехию и осадил Колин, затем Кутна-Гору, где вновь столкнулся с успешным сопротивлением, организованным Йиндржихом из Липы и Яном из Вартенберка. Не сумев взять Кутна-Гору, Альбрехт отвёл армию на зимние квартиры, рассчитывая продолжить вторжение весной следующего года, однако в мае 1308 года был неожиданно убит своим племянником.

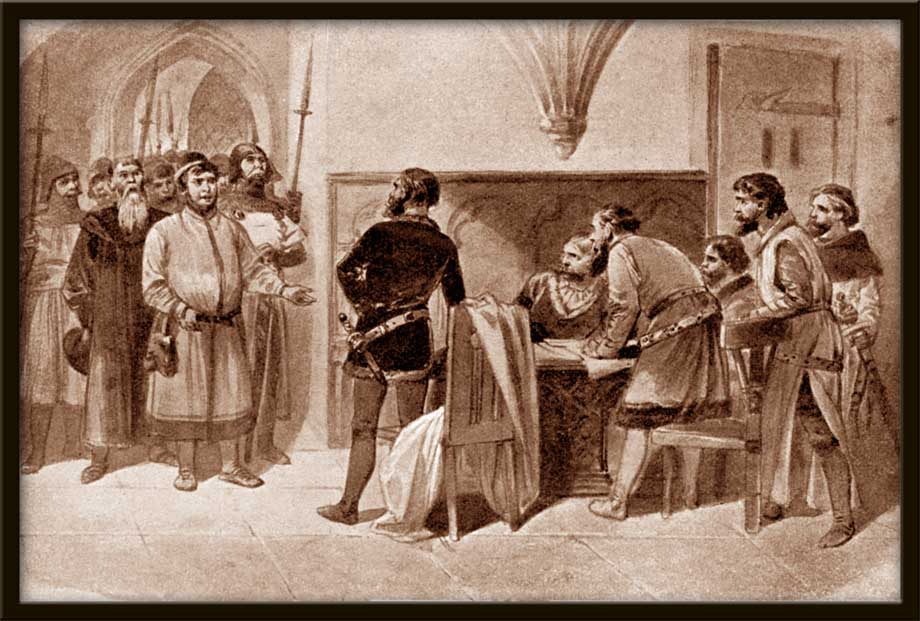
Мещане захватывают чешских панов в Седлецком монастыре в 1309 году. Картина Эмиля Циллиха

Вскоре Йиндржих из Липы занял должность чешского земского подкоморжего. Во время сословных волнений 1309 года, вызванных неумелой внутренней политикой Генриха Хорутанского, Йиндржих из Липы был среди главнейших земских панов, захваченных мещанами Праги и Кутна-Горы в качестве заложников для удовлетворения своих требований. Йиндржиха держали в заключении до тех пор, пока он вместе с другими панами не пообещал от имени всего панского сословия признать за мещанством такие же права, какими располагало дворянство, а также выдать своих детей в супруги детям мещан. Король никак не вмешался в этот конфликт. Едва получив свободу, Йиндржих из Липы тут же собрал со своими сторонниками войска и внезапно овладел королевскими городами, изгнав из них наиболее заносчивые немецкие фамилии, подбивавшие горожан к противостоянию с дворянами. После этого Йиндржих осадил Пражский град, изгнал оттуда короля Генриха Хорутанского и вместе с другими земскими чиновниками взял власть в королевстве в свои руки. Фактически отстранённый от правления король Генрих обосновался в Старом городе. Вскоре однако при посредничестве соседних государств удалось заключить соглашение между королём и мятежным дворянством, по которому Генриху был возвращён Пражский град. Вернувшись в королевский замок, Генрих Хорутанский сразу же забыл об условиях договора, набрал в Мейсене армию наёмников и разместил её в Пражском граде.
Сменивший Генриха Хорутанского на чешском престоле молодой Ян Люксембургский мало времени посвящал управлению королевством, будучи больше занят делами за пределами Чехии, что также вскоре привело его к противостоянию с чешским дворянством. Одним из влиятельнейших предводителей недовольного чешского дворянства оставался земский подкоморжий Йиндржих из Липы, которой в силу своей должности осуществлял контроль финансовых поступлений в королевскую казну. В 1315 году дворянство вынудило короля Яна передать основную часть полномочий по управлению государством Йиндржиху из Липы, ставшему фактически наместником собственно Чехии, и его другу Яну из Вартенберка, получившему в фактическое управление Моравию. Поскольку финансы королевства со времён правления Вацлава III от года к году становились всё хуже (особенно финансовое положение ухудшилось при Генрихе Хорутанском), а количество переданных в залог королевских имений всё увеличивалось, пан Йиндржих из Липы предпринял неотложные меры по восстановлению регулярных платежей по закладным и выкупу заложенных королевских земель, направив на это доходы казны, получаемые от королевских городов и рудников. Сам являясь одним из крупнейших кредиторов королевской казны, Йиндржих из Липы заботился не только о том, чтобы вернуть свои деньги, но и стремился получить дополнительный доход от своей должности. Пан Йиндржих жил на широкую ногу, содержа роскошный двор, при том, что расходы на содержание королевского двора были резко секвестрированы. Всё это существенно усилило неприязнь к Йиндржиху со стороны склонного к расточительности короля Яна и королевы Элишки Пршемысловны.
Ненависть королевы Элишки к Йиндржиху из Липы ещё больше усилилась, когда стало известно о его любовных отношениях со вдовствующей королевой Альжбетой Рыксой, пребывавшей в принадлежавшем ей городе Градец-Кралове (по мнению некоторых исследователей, близкие отношения между Йиндржихом и королевой Альжбетой возникли ещё в 1310 году после вступления Элишки Пршемысловны на престол). Вернувшись из победоносного похода против венгерского магната Матуша Тренчинского, захватившего несколько замков в Моравии, Йиндржих принял участие в выдаче Альжбетой её дочери Анежки, рождённой от короля Вацлава II, замуж за силезского князя Генриха Яворского. Выдача замуж Анежки, приходившуюся королеве Элишке младшей единокровной сестрой, без получения разрешения короля и королевы, переполнила чашу терпения правящей четы и 26 октября 1315 года король Ян обвинил Йиндржиха из Липы в казнокрадстве и подготовке заговора с целью свержения короля и приказал своему стороннику Вилему из Вальдека арестовать его. Йиндржих был лишён занимаемой должности и заключён в замок Тиршов к западу от Праги. Арест Йиндржиха вызвал новое открытое восстание чешской знати, во время которого сторону короля заняли только паны Вилем Зайиц из Вальдека, Петр I из Рожмберка и ещё несколько других, которые пришли к власти после падения партии Йиндржиха из Липы. В этой ситуации Ян Люксембургский вынужден был обратиться за помощью к своему дяде курфюрсту Бодуэну Трирскому, который вскоре прибыл в Прагу вместе с архиепископом Майнцским. Благодаря посредничеству этих прелатов было достигнуто мирное соглашение, в соответствии с которым Йиндржих из Липы получил свободу, отсидев в замке около полугода.

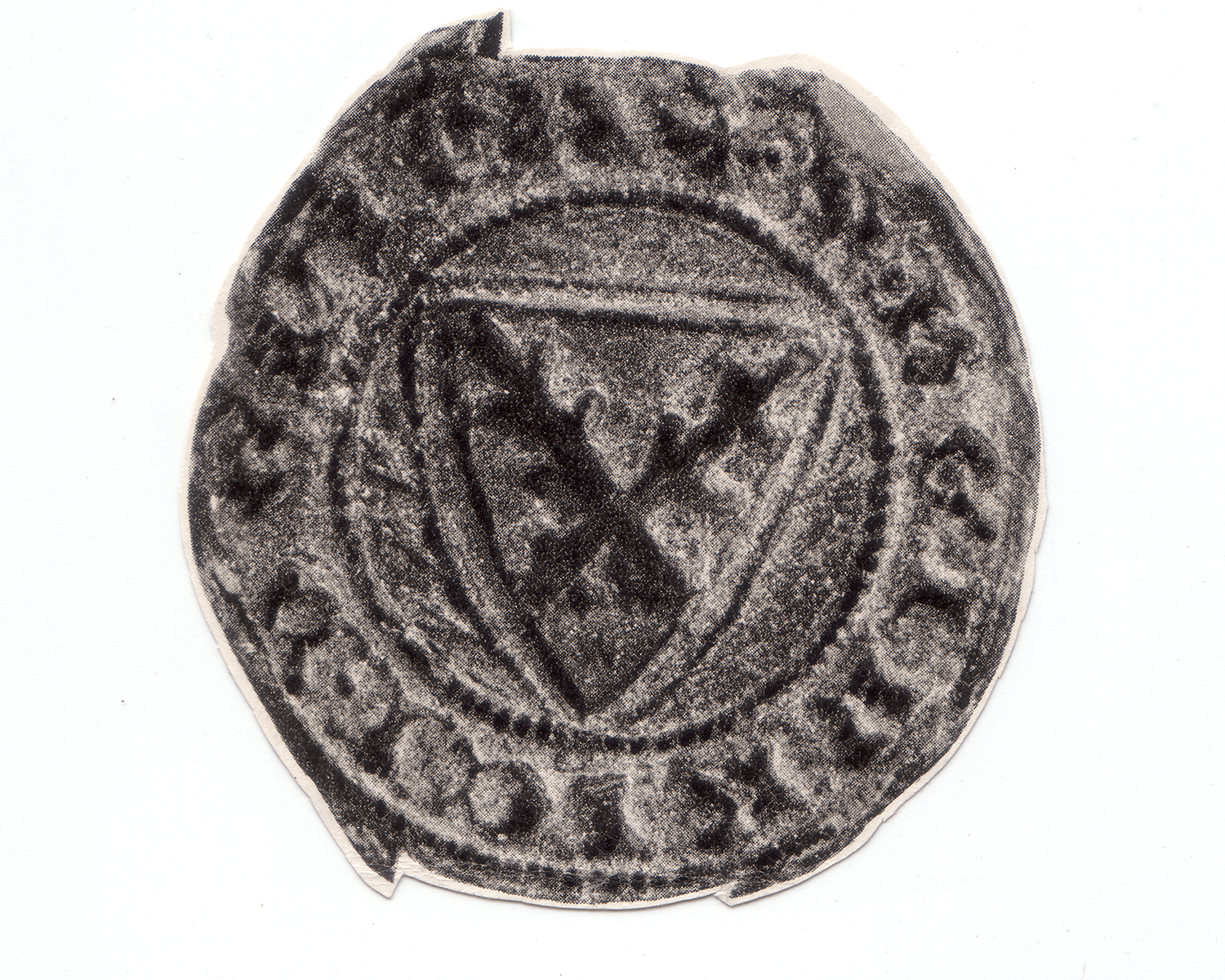
Печать Йиндржиха из Липы образца 1316 года

Ненависть короля Яна и королевы Элишки к Йиндржиху из Липы была столь сильна, что король было хотел казнить его, но внял доводам Вилема из Вальдека, указавшего, что это станет началом широкомасштабной гражданской войны. После освобождения в апреле 1316 года Йндржиху были возвращены его имения и достоинство. В том же году король Ян отправился на помощь королю Германии Людвигу Баварскому в его войне с Фридрихом Австрийским. Весной 1317 года правительницей Чехии в отсутствии короля стала королева Элишка, которая не могла смириться с освобождением Йиндржиха из Липы. Их противостояние быстро вылилось в новую открытую войну, в которой на стороне королевы и юного принца Вацлава выступил Вилем Зайиц из Вальдека, занявший должность чешского подкоморжего. Йиндржих из Липы и его сторонники однако оказались сильнее и королева с сыном вынуждена была укрыться в замке Локет под защитой Зайица из Вальдека, призывая оттуда на помощь своего мужа.
Ян Люксембургский вернулся в Чехию во главе немецкой армии в ноябре 1317 года. Верные королеве чешские паны встретили короля и попросили отослать иностранные войска из Чехии, однако Ян не внял их просьбам и, вступив в Прагу, наводнил Пражский град своими наёмниками, сместил с государственных должностей чешских панов и заменил их на немцев. Вместе с тем король начал при помощи своих немецких войск разорять имения оппозиционных ему панов и отнимать их замки. Действия короля оттолкнули от него чешских панов, поддерживавших ранее королеву Элишку, и две доселе боровшиеся за власть дворянские группировки, одна, возглавляемая Йиндржихом из Липы, другая — Вилемом Зайицем из Вальдека, объединились против общего врага в лице Яна Люксембургского. В 1318 году в замке Звиков состоялась встреча чешского и моравского дворянства, оппозиционного королю. Дворянам оказал военную помощь Фридрих Австрийский. Вскоре королевские войска были разбиты, а сам он осаждён в Брно. Затем последовал разгром немецких войск короля паном Вилемом Зайицем из Вальдека под Жатецем. По настоянию Людвига Баварского и поняв безвыходность ситуации, Ян Люксембургский пошёл на заключение мира с мятежными панами, в конце концов приняв их условия. В результате Йиндржих из Липы вновь занял должность чешского подкоморжего, а Вилем Зайиц стал высочайшим маршалком королевства.
С этого времени Йиндржих из Липы стал ближайшим советником короля Яна, потакая его слабостям к праздности и пьянству и ведя совместно с ними разгульный образ жизни. Вместе с другими панами Йиндржих стремился полностью отстранить королеву Элишку от власти и лишить её влияния на мужа. Вскоре король узнал от Йиндржиха и его сторонников о существующем заговоре, во главе которого якобы стояли королева Элишка и Вилем Зайиц из Вальдека, намеревавшиеся свергнуть Яна, возвести на престол малолетнего принца Вацлава и править от его имени. Обезумевший от ярости король в феврале 1319 года подступил во главе войск к замку Локет, где королева находилась в уединении под защитой войск Вилема Зайица из Вальдека, с боем овладел замком, сослал королеву в Мельник к северу от Праги, где повелел ей провести остаток жизни в одиночестве, а маленького Вацлава заточил с двумя няньками в тёмную башню Локета, где продержал его целых два месяца. Вилем Зайиц был лишён должности высочайшего маршалка королевства, которая была передана Йиндржиху из Липы, который теперь сосредоточил в своих руках не только финансовую, но и военную власть. Все эти события послужили причиной восстания горожан Старого города, которые совместно с Вилемом Зайицем из Вальдека, Петром из Рожмберка и некоторыми другими панами пригласили королеву Элишку в Прагу. Король Ян при поддержке Йиндржиха из Липы подступил к Праге и начал штурмовать Старый город. После успешной защиты города, организованной панами Вилемом Зайицем и Петром из Рожмберка, было заключено мирное соглашение между королём, с одной стороны, и Старым городом и королевой Элишкой, с другой.

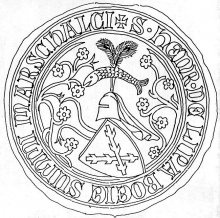
Печать Йиндржиха из Липы

Примирение короля с королевой и мещанами Старого города состоялось в 1320 году, после чего Вилем Зайиц из Вальдека вновь был назначен на должность высочайшего маршалка королевства и отправлен во главе войска к королю Германии Людвигу Баварскому для участия в войне с антикоролём Фридрихом Австрийским, где вскоре погиб (позднее Бенеш Крабице в своей хронике предполагал, что это было организованное убийство, выгоды от которого получили Йиндржих из Липы и король Ян Люксембургский). После его смерти королева Элишка оставила свои амбиции по участию в управлении королевством и вместе с детьми уединилась в своём замке в Мельнике. Сам король Ян также покинул Чехию, вновь отправившись в свои зарубежные владения и ко двору короля Франции, где он преимущественно пребывал все последующие годы. Фактическая власть в королевстве вновь перешла к Йиндржиху из Липы и его приближённым. В период отсутствия Яна Люксембургского в Чехии он ставил во главе королевства земского гетмана (наместника), который фактически становился его откупщиком — за определённую сумму денег, сразу уплачиваемую королю, земский гетман получал право сбора в свою пользу обычных королевских податей и других доходов за период отсутствия короля. Чаще всего должность такого земского гетмана занимал или Йиндржих из Липы или кто либо из его сыновей или приятелей.
Противостояние между Йиндржихом из Липы и королевой Элишкой однако на этом не закончилось. Вскоре после рождения своего третьего сына Яна Йиндржиха в 1322 году королева вновь решила принимать активное участие в управлении государством, действуя на этот раз через своего сводного брата Яна Волека, занимавшего в тот период должность пробста Вышеградского капитула и, как следствие, исполнявшего обязанности канцлера Чешского королевства. Стремясь остановить политическое усиление Элишки, Йиндржих из Липы вновь сумел убедить короля Яна в том, что королева Элишка, теперь при помощи Яна Волека, замышляет свергнуть его с престола и сделать королём принца Вацлава. По наущению Йиндржиха из Липы король лишил Яна Волека всех занимаемых постов и пригрозил ему смертной казнью, если тот не признается, что вместе с королевой Элишкой готовил новый государственный переворот. Ян Волек вынужден был признаться, в результате чего был заключён в темницу, но вскоре при помощи друзей сумел бежать а Баварию. Узнавшая о происшедшем королева Элишка, в очередной раз беременная, опасаясь за свою жизнь и жизнь ребёнка, незадолго перед битвой при Мюльдорфе также бежала в Баварию к своей дочери Маркете, жене герцога Генриха XIV.
Йиндржих из Липы умер в 1329 году.

## Семья
В законном браке у Йиндржиха из Липы родилось семеро детей. Около 1295 года Йиндржих женился на девушке по имени Схоластика, вероятно, из рода панов из Каменца. От этого брака родилось четыре сына: 
1. Йиндржих II Младший — высочайший маршалок Чешского королевства, в 1331 году был поставлен во главе королевской армии во время конфликта Яна Люксембургского с королём Венгрии и герцогами Австрии, в 1332 году был разбит австрийцами в битве при Майльберге[23];
2. Ченек,
3. Ян,
4. Пертольд (Бертольд) — пробст Вышеградского капитула и канцлер Чешского королевства, в 1337 году был назначен земским гетманом (наместником) Чешского королевства[24];
5. а также, вероятно, три дочери (Катержина, Клара и ещё одна неизвестного имени).